# Красноперекопск — Симферополь (автодорога)
Автодорога Красноперекопск — Симферополь — путь сообщения в Крыму, протяжённостью 115 км (с подъездами — 116 км). В России имеет статус автомобильной дороги регионального значения и обозначение 35К-001, на Украине — статус национальной дороги и обозначение Н-05
Начинается в Красноперекопске, проходит через Первомайское, Войково и заканчивается в городе Симферополе.

## История
Современное шоссе проложено по старинному тракту на Перекоп. По нему, согласно ордерам князя Потёмкина от 14 марта 1787 года, проходил путь путешествия Екатерины II в Тавриду. Время придания дороге статуса почтового тракта пока не установлено: почтовые станции описываются уже Петром Палласом, проехавшим этим путём в 1793 году. Он же упоминает расставленные вдоль тракта екатерининские вёрсты и мили, прекрасный каменный сводчатый мост, построенный турками через Чатырлык. Изначально почтовых станций было пять: Юшунь, Дюрмень, Айбар, Тре-Аблам и Сарабуз. До постройки железной дороги тракт через Перекоп был основным путём в Симферополь и все путешествующие XIX века оставили о нём краткие описания, сводящиеся к дороге по унылой плоской степи: П. И. Сумароков в 1799 году, Ш. Монтандон в 1833-м, М. А. Сосногорова в «Путеводителе по Крыму для путешественников» 1871 года.
О проезжем тракте Перекоп-Симферополь керченский градоначальник Ф. Ф. Вигель в 1827 году утверждал, что «ничто не может быть отвратительнее дороги из Перекопа в Симферополь». Зимой по ней практически не было проезда из-за грязи, летом путешественники старались быстрее её проехать не останавливались на почтовых станциях, которые из-за этого влачили жалкое существование. По всей дороге Вигель в марте лишь на станции Дюрмень (Мамут) смог найти «конурку» для ночлега, «на всех же других зимой нечем топить».
К 1840-м годам почти на каждой станции к услугам путешественников был трактир, и на многих комнаты для постоя. Накануне Крымской войны сообщение настолько увеличилось, что параллельно с большим почтовым трактом была открыта обывательская почтовая дорога от Ишуни до Сарабуза длиной в 139 верст, на которой были «устроены обывательские почтовые станции ведомства Палаты государственных имуществ».
В 1850 году Ф. М. Домбровский в книге «Обозрение Южного берега Крыма : пособие для путешествующих», так охарактеризовал дорогу: «Почтовая дорога от Перекопа до последней к Симферополю станции Сарабуз однообразна и скучна».
Согласно «Списку населённых мест Таврической губернии по сведениям 1864 год», большая почтовая дорога из Перекопа на Симферополь относилась ко 2-му полицейскому стану Перекопского уезда. На 1869 год на дороге было 4 почтовых станции: Дюрмень, Ай-Бар, Трёх Аблан и Сарабуз. В сентябре 1971 года Перекопское уездное земское собрание признало удовлетворительным состояние дорожных сооружений на Перекопско — Симферопольском почтовом тракте, за исключением деревянного моста через Чатырлык.